# Selenohyrax
Selenohyrax був родом травоїдних ссавців групи даманоподібних. Скам'янілості належать олігоцену Єгипту.